# Periostite
Periostite é a inflamação do periósteo, a membrana mais externa do osso. Nele se encontra a inervação óssea sendo a unica condição de dor óssea quando esta estrutura é afetada. por exemplo em uma fratura a dor no osso só ocorre pela lesão do perióstio, ou em um caso de tumor ósseo que esteja situado sob ou nesta estrutura.
O fato do perióstio ser a unica estrutura óssea suscetível aos sintomas dolorosos nos ajuda na suspeita diagnóstica da doença.
A periostite é o quadro de infecção inflamatória do perióstio causando dor à palpação na superficie óssea. Tal moléstia pode decorrer de outras como a Sífilis, atrite ou ósteoartrites, óteomielites, entre outras.